# Бусвиль-бай-Бюрен
Бусвиль-бай-Бюрен (нем. Busswil bei Büren) — бывшая коммуна в Швейцарии, в кантоне Берн. С 1 января 2011 года вошла в состав коммуны Лис.
До 2009 входила в состав округа Бюрен, с 2010 года — в Зеланд. Население составляет 1992 человека (на 31 декабря 2006 года). Официальный код — 0384.

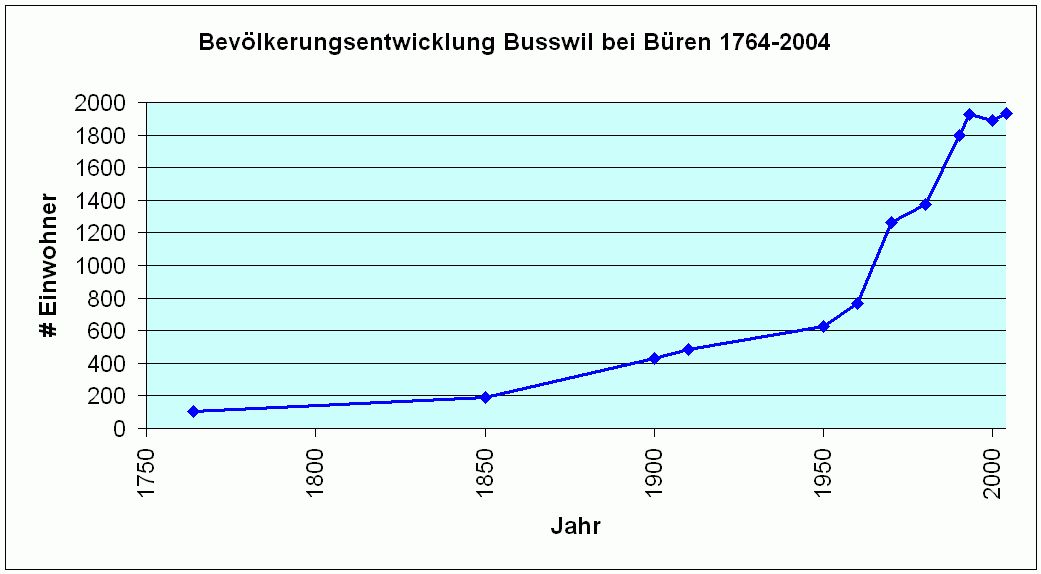
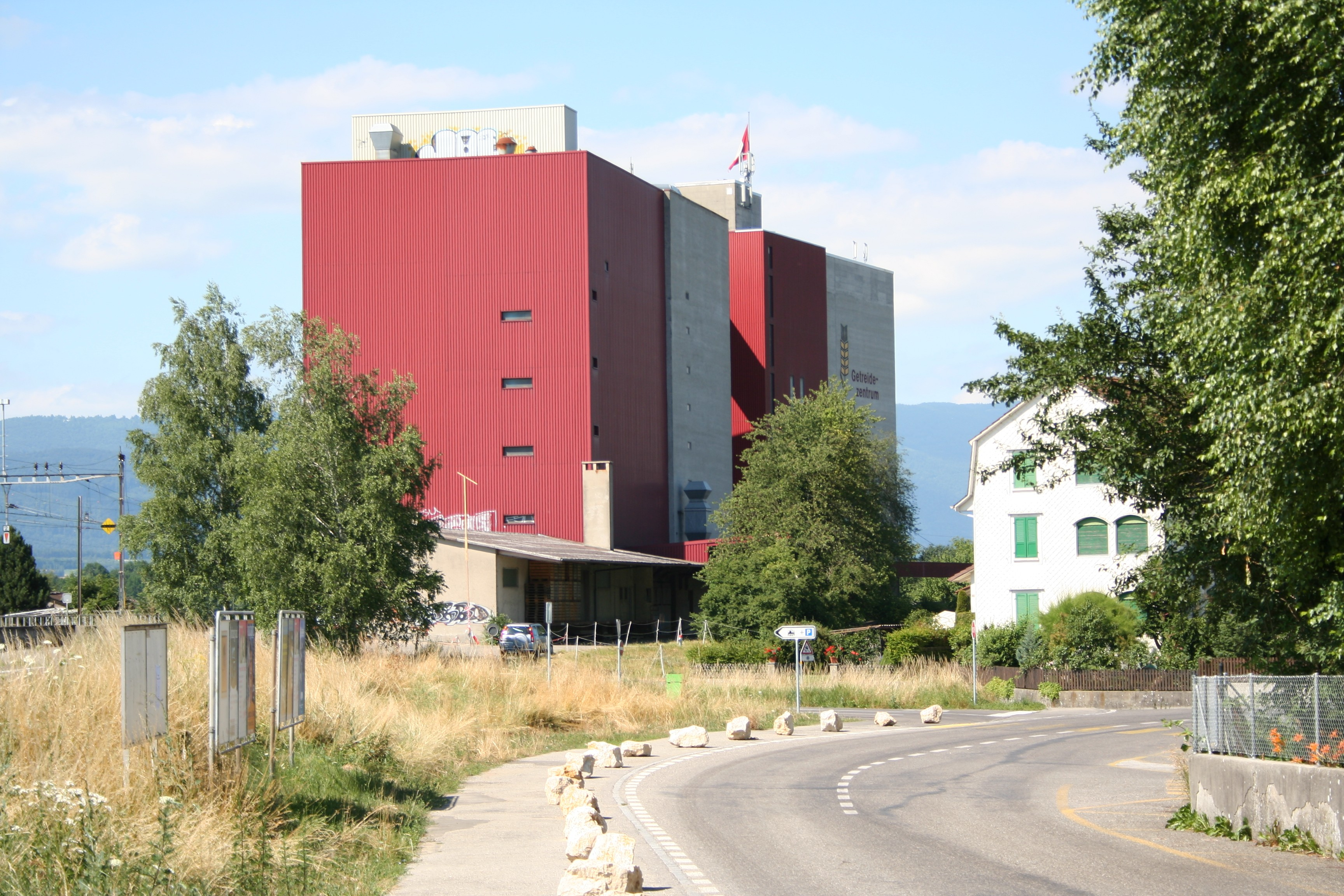